# فرودگاه اینورکارگیل
فرودگاه اینورکارگیل (به انگلیسی: Invercargill Airport) یک فرودگاه همگانی با کد یاتا IVC است که یک باند فرود آسفالت دارد و طول باند آن ۲۲۱۰ متر است. این فرودگاه در کشور نیوزلند قرار دارد و در ارتفاع ۲ متری از سطح دریا واقع شده‌است.